# Abdulmajidia
Abdulmajidia es un género de plantas perteneciente a la familia Lecythidaceae. Comprende cinco especies nativas de la Península de Malaca en el Sudeste Asiático, consideradas en peligro de extinción.

## Taxonomía
El género fue descrito por Timothy Charles Withmore y publicado en Kew Bulletin 29: 207. 1974. La especie tipo es: Abdulmajidia maxwelliana Whitmore

## Especies
- Abdulmajidia chaniana Whitmore, 1974
- Abdulmajidia maxwelliana Whitmore, 1974
- Abdulmajidia zainudiniana El-Sherif & Latiff, 2006
- Abdulmajidia latiffiana El-Sherif, 2006
- Abdulmajidia rimata (Chantar.) El-Sherif & Latiff, 2006